# Епархия Фарго
Епархия Фарго (лат. Dioecesis Fargensis) — епархия Римско-Католической церкви с центром в городе Фарго, штат Северная Дакота, США. Епархия Фарго входит в митрополию Сент-Пола и Миннеаполиса. Кафедральным собором епархии Фарго является Собор Пресвятой Девы Марии. В городе Джеймстаун находится Базилика Святого Иакова, имеющая статус малой базилики.

## История
10 ноября 1889 года Святой Престол учредил епархию Джеймстауна, выделив её из Апостольского викариата Дакоты (сегодня — Епархия Су-Фолса).
6 апреля 1897 года епархия Джеймстауна была переименована в епархию Фарго.
31 декабря 1909 года епархия Фарго передала часть своей территории новой епархии Бисмарка.

## Ординарии епархии
- епископ Джон Шенли[англ.] (15.11.1889 — 16.07.1909)
- епископ Джеймс О’Рейли[англ.] (24.11.1909 — 19.12.1934)
- епископ Алоизиус Джозеф Мюэнк (10.08.1935 — 09.12.1959) — кардинал с 1959
- епископ Лео Фердинанд Дворжак[англ.] (23.02.1960 — 08.09.1970)
- епископ Джастин Альберт Дрисколл[англ.] (08.09.1970 — 19.11.1984)
- епископ Джеймс Стивен Салливан[англ.] (29.03.1985 — 18.03.2002)
- епископ Сэмюэль Джозеф Акила[англ.] (18.03.2002 — 29.05.2012) — назначен архиепископом Денвера
- епископ Джон Томас Фолда[англ.] (с 19.06.2013)[2]

## Источник
- Annuario Pontificio, Libreria Editrice Vaticana, Città del Vaticano, 2003, ISBN 88-209-7422-3